# Ludwik II de Vendôme
Ludwik Burbon, książę de Vendôme, fr. Louis II, duc de Vendôme (ur. grudzień 1612, zm. 12 sierpnia 1669 w Aix-en-Provence) – drugi książę Vendôme.
Urodził się jako syn Cezara Burbona, księcia Vendôme, i Franciszki Lotaryńskiej, księżnej de Mercoeur i de Penthièvre. Był wnukiem króla Francji Henryka IV Burbona, i jego metresy Gabrielle d’Estrées. Za życia swojego ojca nosił tytuł księcia Mercoeur. Jako młody człowiek rozpoczął karierę wojskowego, a w 1640 został mianowany zarządcą Prowansji.
4 lutego 1651 w Paryżu poślubił Laurę Mancini (1636–1657), jedną z Mazarinettes – siostrzenic kardynała Jules’a Mazarina. W 1657 Laura zmarła młodo w Palais de Vendôme na skutek komplikacji poporodowych, a Ludwik wstąpił do zakonu i 7 marca 1667 został kardynałem, a potem legatem Francji. Z żoną miał trzech synów:
- Ludwika Józefa (1654–1712), księcia de Vendôme i marszałka Francji,
- Filipa (1655–1727), nazywanego zakonnikiem de Vendôme,
- Juliusza Cezara (1657–1660).